# جورج دبلیو. آلدریج
جورج واشینگتن الدریج دوم (George Washington Aldridge II) (زاده ۲۸ دسامبر ۱۸۵۶ – درگذشت ۱۳ ژوئن ۱۹۲۲)، سیاستمدار برجسته و رئیس حزب جمهوری‌خواه از ایالت نیویورک بود.

## اوایل زندگی
الدریج در ۲۸ دسامبر ۱۸۵۶ در میشیگان، ایندیانا متولد شد. در دوران نوزادی، والدینش به راچستر، نیویورک نقل مکان کردند، جاییکه بعدها پدرش، جورج واشینگتن الدریج پدر (۱۸۳۳–۱۸۷۷) سی و هشتمین شهردار راچستر از ۱۸۷۳ تا ۱۸۷۴ شد.
او قبل از حضور در کالج علوم دینی کری در اوکفیلد، نیویورک، در مدارس دولتی راچستر تحصیل کرد و سپس در مؤسسه نظامی د گراف در راچستر، ادامهٔ تحصیل داد.

## حرفه
در ۱۸۸۳، او به عضویت هیئت اجرایی راچستر درآمد و سه بار دیگر نیز انتخاب شد و بیش از یازده سال در آنجا خدمت کرد. از ۱۸۹۴ تا مارس ۱۸۹۵، او به عنوان شهردار راچستر، نیویورک مشغول به کار و در آنجا به عنوان سازنده بزرگ شهر مشهور شد، جاییکه «او از راچستر، یک شهر واقعی، همانند یک الگو، با خیابان‌های تمیز، پلیس‌های توانا و کارآمد و مأموران آتش‌نشانی ساخت. ساختن یک شهر شامل بسیاری از مسائل قراردادی، قرارهای زیاد، کلمات محبت‌آمیز مفید زیادی که باید در یک ربع گفته می‌شد، بود، جاییکه برای افراد مناسب باشد». زمانی که، مرتون ای لوئیس برای فعالیت، جانشین الدریج شد، نامزدی که او برای جانشینی خود انتخاب کرده بود هیرام ادگرتون، در برابر قاضی دادگاه شهری، از جورج ای وارنر دموکرات، شکست خورد.

### سرپرستی امور عمومی
در ۱۸۹۵، او توسط فرماندار (و معاون سابق رئیس‌جمهور ایالات متحده) لوی پی مورتون، به عنوان سرپرست امور عمومی منصوب شد و تا ۱۶ ژانویه ۱۸۹۹ این کار را انجام داد. زمانی که در آن مقام بود، به دنبال نامزدی از طرف جمهوری‌خواهان برای جانشینی مورتون در فرمانداری بود، اما نامزدی را به نماینده ایالات متحده، فرانک اس بلک که بعدها به عنوان فرماندار انتخاب شد، واگذار کرد. با این حال، به عنوان مأمور عالی‌رتبه، ۹٬۰۰۰٬۰۰۰ دلار «از طریق او به هدر رفت و این سابقه او با سوء مدیریت فاحش، بی کفایتی و اتلاف پول همراه بود». جانشین بلک، فرماندار تئودور روزولت، کمیسیونی را برای پژوهش دربارهٔ الدریج تعیین کرد، اما «هیچ اتهام جنایی مشاهده نشد، اگرچه یافته‌ها دربارهٔ او کامل نبود». در ۱۹۰۲، الدریج به عنوان دبیر کمیسیون راه‌آهن دولتی منصوب شد و در نهایت، فرماندار فرانک دبلیو رئیس آن شد و تا ۱۹۰۷، زمانی که کمیسیون خدمات عمومی تحت نظر فرماندار چارلز ایوانز هیوز جایگزین آن شد، در این سمت باقی ماند.
الدریج بار دیگر در ۱۹۱۰، پس از فوت جیمز برک پرکینز نماینده ایالات متحده، زمانی که به دنبال انتخاب جایگزینی برای پرکینز بودند، به دنبال مقام بالاتر رفت، اما در نهایت توسط نامزد دموکرات‌ها، جیمز اس هیونز، شکست خورد. در ۱۹۱۳، او رئیس شرکت سیمان آمریکا شد که بزرگترین شرکت در نوع خود در خارج از شهر نیویورک بود.

### ریاست حزب
هرچند که تلاش‌های الدریج برای عضویت در کنگره ایالات متحده و خدمت به عنوان فرماندار ایالت نیویورک شکست خورد، اما او رئیس شناخته‌شدهٔ حزب جمهوری‌خواه در راچستر و نیویورک بزرگ بود. در دوران فرمانداری چارلز سیمور ویتمن جمهوری‌خواه، او یکی از اعضای «کابینه کیتچن» ویتمن بود، همچنین او بخشی از یک گروه سه‌گانه معروف به نام «سه بزرگ» بود که زمانی در کنار توماس سی پلات (سناتور و نماینده ایالات متحده) و فرانسیس هندریکس (نماینده مجلس ایالت نیویورک، سناتور و شهردار سیراکوز) بر ایالت حکومت می‌کردند. نام این سه‌گانه بعدها به «چهار بزرگ» سیاست ایالتی جمهوری‌خواه تبدیل شد و از میان آن‌ها تنها الدریج در کنار نماینده ایالات متحده ویلیام ال وارد، فرد گرینر (کهنه سرباز شهرستان ایری) و جیمز ولکات وادسورث جونیور از نیویورک غربی، باقی ماند. در ۱۸۸۸، او به عضویت کمیته ایالتی جمهوری‌خواه نیویورک درآمد و اندکی پس از آن در کمیتهٔ اجرایی قرار گرفت و تا زمان فوتش در آن خدمت کرد. الدریج نمایندهٔ مجمع‌های ملی جمهوری‌خواهان در ۱۸۹۶، ۱۹۰۰، ۱۹۰۴، ۱۹۰۸، ۱۹۱۲، ۱۹۱۶ و ۱۹۲۰ بود و در آنجا نام دوست خود، وارن جی هاردینگ را که بعدها به عنوان رئیس‌جمهور انتخاب شد، مطرح کرد.
او در ۱۹۲۱ توسط دوستش، رئیس‌جمهور وارن جی هاردینگ به عنوان مأمور جمع‌آوری عوارض واردات در بندر نیویورک منصوب شد. او تا زمان فوتش در سال بعد، ۱۹۲۲، در این جایگاه «او به چهره ای خاص تبدیل نشده بود» باقی ماند.

## زندگی شخصی
الدریج با مری ژوزفین مک نامارا (وفات ۱۹۳۵) ازدواج کرد. مری دختر ویلیام مک نامارا و مری (با نام مستعار ردی) مک نامارا بود. آن‌ها یک فرزند داشتند:
- جورج واشینگتن الدریج سوم (۱۸۹۰–۱۹۳۴) که ۱۹۱۷ از هاروارد فارغ‌التحصیل شد و به عنوان مأمور هیئت منصفه خدمت و با ادیت بروکس هانت از کمبریج، ماساچوست ازدواج کرد.[۱۸][۱۹]

او عضو انجمن تاریخی راچستر، انجمن امپایر استیت، پسران انقلاب آمریکا و همچنین یک ماسون، یک آد فلو، یک الک و یک شوالیه پیتیاس بود. او همچنین عضو باشگاه راچستر، باشگاه جِنِسی ولی، باشگاه ورزشی راچستر، باشگاه راچستر ویست، باشگاه کانتری اوک هیل، باشگاه کانتری راچستر، باشگاه لوتوس، باشگاه وکلا و باشگاه جمهوری‌خواهان شهر نیویورک بود. او یکی از اعضای هیئت مدیره انجمن جِنِسی بود و به عنوان رئیس شرکت آمریکایی آجر و سیمان راچستر، مدیر بانک ملی لینکلن، عضو کمیسیون هنری شهرداری راچستر و اتاق بازرگانی راچستر خدمت کرد.
الدریج در ۶ ژوئن ۱۹۲۲ در حالی که با چارلز دی هیلز (رئیس کمیته ملی جمهوری‌خواه)، رالف دی (مأمور ممنوعیت ایالت نیویورک) و جورج سوینی (رئیس هتل کومودور) در حال بازی گلف در باشگاه وستچستر بیلتمور کانتری در هریسون، نیویورک در نزدیکی رای بود، درگذشت. پس از خدمتش در اولین کلیسای پروتستان، او در کنار پدرش در گورستان مونت هوپ در راچستر به خاک سپرده شد.